# 37-й Нью-Йоркский пехотный полк
37-й Нью-Йоркский добровольческий пехотный полк (англ. 37th New York Volunteer Infantry Regiment), он же «Irish Rifles» — один из пехотных полков армии Союза во время Гражданской войны в США. Полк был сформирован в июне 1861 года, прошёл все сражения от кампании на полуострове до Чанселорсвиллской кампании и был расформирован 22 июня 1863 года ввиду истечения срока службы. Часть его рядовых перешла в 40-й Нью-Йоркский пехотный полк.

## Формирование
Рядовые полка были набраны в апреле-мае 1861 года преимущественно из ирландцев, кроме двух чисто американских рот, набранных в округе Каттараугас. Основная масса рядовых была набрана из клерков, механиков, разнорабочих и фермеров. 25 мая приказом № 224 полк был сформирован, назначены капитаны, утверждены в должности полковник Джон Маккун, подполковник Джон Бёрке и майор Деннис Минтон. 6 и 7 июня полк был принят на службу в армию США сроком на 2 года службы.
Рядовым были выданы капсюльные мушкеты Спрингфилд образца 1842 года.

## Боевой путь
23 июня полк покинул Нью-Йорк, отбыл на пароходе в Перт-Амбой, оттуда по железной дороге в Филадельфию, Балтимор и Вашингтон, куда прибыл 24 июня. Он встал лагерем на Ист-Капитол-Стрит, откуда вскоре выступил на Манассас в качестве резерва при армии генерала Макдауэлла. Он не участвовал в первом сражении при Булл-Ран, но после сражения остался в Вирджинии, встав лагерем у Бэйлейс-Кроссроудс. Рядовые использовались для пикетной службы. Во время этой службы в полку погиб один рядовой, который стал таким образом первой потерей полка в войне.
21 июля полк был включён в бригаду, которую возглавил Джон Маккун, а 4 августа полк перевели в бригаду Дэвида Хантера (отдельную бригаду, приданую Потомакской армии). 31 августа полковник Маккун был отстранён о командования и на его место назначен подполковник Самуэль Хайман.
В начале октября полк перевели в бригаду Исраеля Ричардсона (в дивизии Самуэля Хейнцельмана).
7 января 1862 года полк потерял трёх радовых в перестрелке у Мэйсонс-Нэк, 29 января ещё 5 человек было потеряно в перестрелке у Ококун-Бридж.
6 февраля подполковник Бёрке покинул полк и стал полковником 63-го Нью-Йоркского пехотного полка. Его место подполковника занял майор Гилберт.
17 марта 1862 года полк был отправлен на Вирджинский полуостров, где бригада стала 3-й бригадой дивизии Чарльза Гамильтона. Ричардсон 21 марта стал дивизионным командиром, а его место командира бригады занял Хайрем Берри. В апреле полк участвовал в осаде Йорктауна, а 5 мая бригада Берри сражалась при Уильямсберге; полк потерял 3 офицеров и 27 рядовых убитыми, 64 человека ранеными и 2 пропавшими без вести.